# Tremedal de Tormes
Tremedal de Tormes és un municipi de la província de Salamanca a la comunitat autònoma de Castella i Lleó. Limita al Nord i Est amb Villaseco de los Reyes, a l'Est amb Gejuelo del Barro, al Sud amb Villar de Peralonso i a l'Oest amb Espadaña i Puertas.

## Demografia
| 1991 | 1996 | 2001 | 2004 |
| ---- | ---- | ---- | ---- |
| 69   | 57   | 45   | 37   |